# 2006年7月體育
參見：2006年體育

## 2006年7月30日（周日）
- 在2006年亞洲女子足球錦標賽决赛中，中国队依靠点球大战，以6-4的比分击败澳大利亚队，第八度奪冠。新浪网（页面存档备份，存于）

## 2006年7月23日（周日）
- 2006年环法自行车赛落下帷幕，来自瑞士峰力听力系统车队的弗洛伊德·兰迪斯夺得冠军。

## 2006年7月16日（周日）
- 曲棍球：世界女子曲棍球冠軍盃－德國在決賽以三比二擊敗中國奪得冠軍。

## 2006年7月14日（周五）
- 足球：
  - 意甲：意甲球會操控球賽醜聞案宣判，三間意甲球會包括尤文图斯、及在下季被判落乙組聯賽，AC米蘭是唯一無需降班的意甲球會，各間球會均分別受到扣分，禁止參加來季歐洲賽事，褫奪聯賽冠軍等不同判決。雅虎香港

## 2006年7月11日（周二）
- 田徑：世界田徑超級大獎賽：
  - 跨欄：中國男子運動員劉翔於瑞士洛桑以12.88秒，打破男子跨欄的世界紀錄。
- 棒球：北美職棒全明星賽：
  - 美國聯盟以3:2擊敗國家聯盟，取得了三連勝。

## 2006年7月9日（周日）
- 足球：世界盃足球賽：
  - 決賽： 義大利 1–1  法國
    - 雙方在法定時間打成一比一平手，施丹於加時階段的110分鐘因為用頭頂撞馬特拉斯而領紅牌出場。互射十二碼意大利憑對方球員查斯古特射中門楣以五比四擊敗法國，繼1982年後第四度奪得世界盃冠軍。
- 網球：費達拿連續第四年獲得男單冠軍，決賽階段以6-0 ,7-6 ,6-7 ,6-3局數擊敗西班牙球手拿度。

## 2006年7月8日（周六）
- 足球：世界盃足球賽：
  - 季軍戰： 葡萄牙 1–3  德国

## 2006年7月5日（周三）
- 足球：世界盃足球賽：
  - 4強淘汰賽： 葡萄牙 0–1  法國

## 2006年7月4日（周二）
- 足球：世界盃足球賽：
  - 4強淘汰賽： 德国 0–2  義大利（加時）

## 2006年7月1日（周六）
- 足球：世界盃足球賽：
  - 8強淘汰賽： 巴西 0–1  法國
  - 8強淘汰賽： 英格兰 (1)0–0(3)  葡萄牙